# 134091 Jaysoncowley
134091 Jaysoncowley è un asteroide della fascia principale. Scoperto nel 2004, presenta un'orbita caratterizzata da un semiasse maggiore pari a 3,1014243 UA e da un'eccentricità di 0,0997169, inclinata di 5,58461° rispetto all'eclittica.